# Чагров, Терентий Алексеевич
Терентий Алексеевич Чагров (1898, Андреевка, Самарская губерния — 1964, Андреевка, Ульяновская область) — советский хозяйственный, государственный и политический деятель, Герой Социалистического Труда.

## Биография
Родился в 1898 году в селе Андреевка (ныне — в Чердаклинском районе Ульяновской области). Член ВКП(б) с 1940 года.
С 1916 года — на хозяйственной, общественной и политической работе. В 1916—1964 гг. — крестьянин, колхозник, плотник, конюх, завхоз, председатель колхоза имени Молотова, арестован, отпущен за отсутствием преступления, председатель колхоза имени Молотова/колхоза «Россия» Чердаклинского района Куйбышевской/Ульяновской области, председатель Андреевского сельсовета.
Указом Президиума Верховного Совета СССР от 27 февраля 1948 года присвоено звание Героя Социалистического Труда с вручением ордена Ленина и золотой медали «Серп и Молот».
Избирался депутатом Верховного Совета СССР 2-го созыва.
Умер в 1964 году.